# ناحیه جنوب شرقی (بوتسوانا)
ناحیه جنوب شرقی (به لاتین: South-East District یک ناحیه در بوتسوانا است که در جنوب شرقی این کشور واقع شده‌است.

## خصوصیات
ناحیه جنوب شرقی ۱٬۷۸۰ کیلومترمربع مساحت و ۲۷۶٬۳۱۹ نفر جمعیت دارد.